# Креведія-Міке
Креведія-Міке (рум. Crevedia Mică) — село у повіті Джурджу в Румунії. Входить до складу комуни Креведія-Маре.
Село розташоване на відстані 38 км на захід від Бухареста, 66 км на північний захід від Джурджу, 143 км на схід від Крайови, 135 км на південь від Брашова.
Село входить до комуни Креведія-Маре та є третім за кількістю населення. Основними напрямами діяльності мешканців є сільське господарство, скотарство та торгівельна діяльність.

## Населення
За даними перепису населення 2002 року у селі проживали 982 особи, усі — румуни. Усі жителі села рідною мовою назвали румунську.